# Gigantopithecus
Gigantopithecus (dal greco antico γίγας?, gígas, "gigante" e πίθηκος, píthēkos, "scimmia") è un genere estinto di scimmie di enormi dimensioni vissuto nel Pleistocene inferiore-medio, circa 2-0,3 milioni di anni fa, in quella che oggi è la Cina meridionale. Il genere conta una singola specie, Gigantopithecus blacki, che detiene il primato di più grande scimmia conosciuta. Potenziali resti aggiuntivi sono stati ritrovati anche in Thailandia, Vietnam e Indonesia. I primi resti di Gigantopithecus, due terzi molari, furono identificati in una farmacia cinese dall'antropologo Gustav H. R. von Koenigswald, nel 1935, che in seguito descrisse l'animale. Nel 1956, a Liucheng vennero trovati la prima mandibola e oltre 1 000 denti; da allora sono stati trovati numerosi altri resti in almeno 16 siti. Attualmente l'animale è noto solo da denti e quattro mandibole, mentre altri possibili elementi scheletrici sono stati probabilmente consumati da istrici prima che potessero fossilizzarsi. Originariamente, si credeva che il Gigantopithecus fosse un ominina, un membro della linea umana, ma le più recenti analisi cladistiche indicherebbero che si trattasse di un parente stretto degli oranghi, classificati nella sottofamiglia Ponginae.
Sebbene il Gigantopithecus venga tradizionalmente ricostruito come un'enorme scimmia simile a un gorilla, raggiungendo, potenzialmente, anche 2-3 tonnellate di peso, la scarsità dei resti di questo animale rende le stime delle dimensioni totali altamente speculative. La specie potrebbe essere stata sessualmente dimorfica, con maschi molto più grandi delle femmine. Gli incisivi sono ridotti e i canini sembrano aver avuto la stessa funzione dei denti posteriori (premolari e molari). I premolari sono a corona alta e il quarto premolare è molto simile a un molare. I molari sono i più grandi tra tutte le scimmie conosciute e hanno una superficie relativamente piatta. Gigantopithecus aveva lo smalto più spesso per misura assoluta di ogni altra scimmia conosciuta, fino a 6 millimetri in alcune aree, sebbene fosse solo abbastanza spesso quando si tiene conto delle dimensioni dei denti.
Nonostante le enormi dimensioni stimate, l'analisi dei denti e delle mandibole di Gigantopithecus sembrano indicare un erbivoro generalista che si nutriva soprattutto di piante C3, dotato di fauci atte alla macinazione, frantumazione e taglio di piante fibrose dure, e smalto spesso atto a resistere a cibi con particelle abrasive come steli, radici e tuberi con sporcizia. Alcuni denti presentano tracce di frutti della famiglia dei fichi, che potrebbero essere stati importanti componenti della dieta dell'animale. Viveva principalmente nelle foreste subtropicali e tropicali, e si estinse circa 300 000 anni fa, probabilmente, a causa del ritiro del suo habitat preferito per via dei cambiamenti climatici e dell'attività umana. Gigantopithecus è diventato piuttosto popolare nei circoli di criptozoologia, in quanto visto come la fonte dietro le leggende dello yeti tibetano e del bigfoot americano, creature simili a grandi uomini pelosi nel folklore locale.

## Descrizione

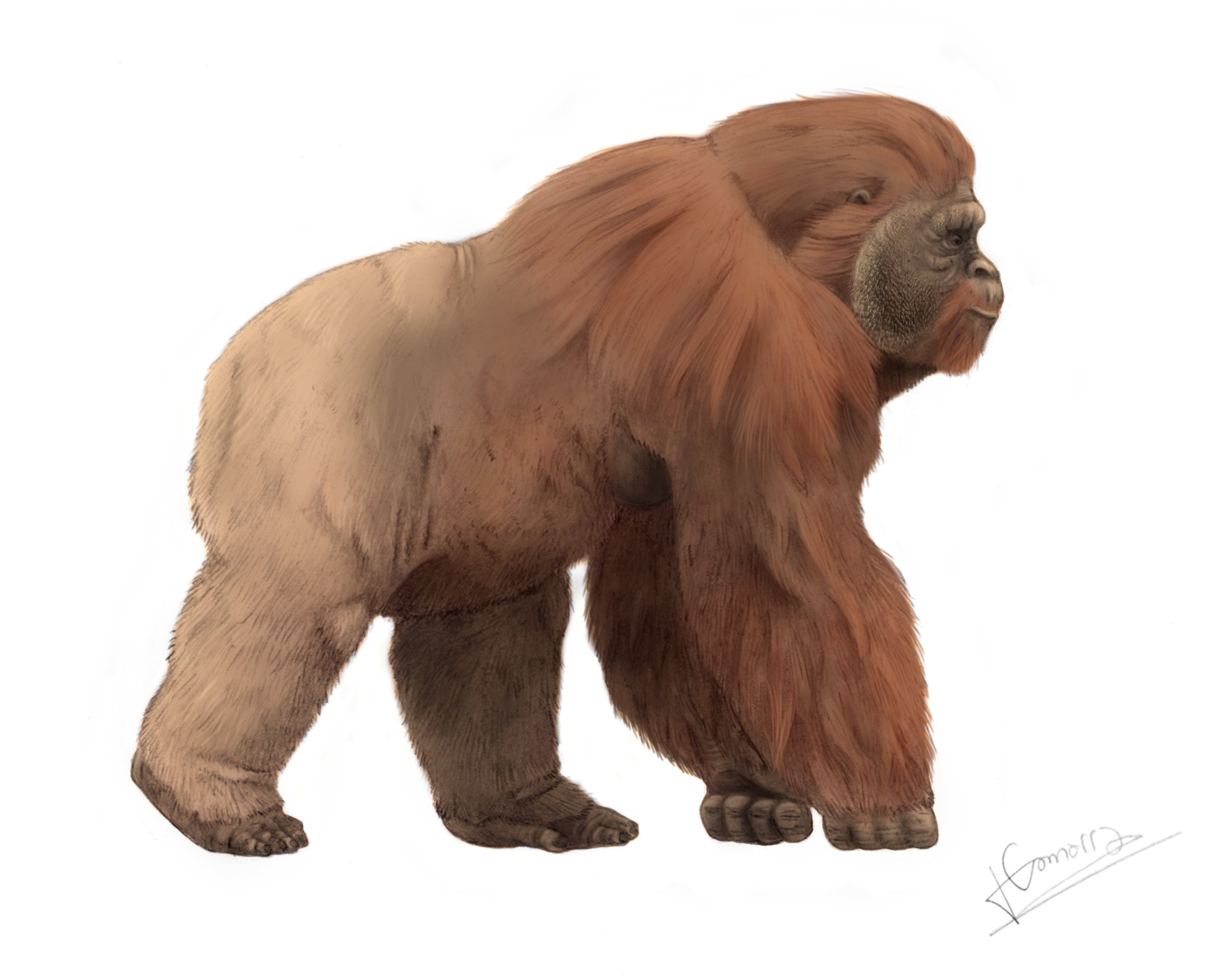
Ricostruzione di un esemplare di Gigantopithecus di costituzione robusta e con una postura simile al gorilla

### Dimensioni
Le stime sulle dimensioni totali di questo animale sono altamente speculative poiché gli unici elementi scheletrici noti sono denti e mandibole, e le dimensioni dei molari e il peso corporeo totale non sempre sono correlati, come nel caso dei post-canini degli ominidi megadonti, che hanno una corporatura piccola rispetto allo spesso smalto dei molari. Nel 1946, Weidenreich ipotizzò che il Gigantopithecus avesse dimensioni doppie rispetto a un maschio di gorilla. Nel 1957, Pei stimò un'altezza totale di circa 3,7 metri (12 piedi). Nel 1970, Simons e il paleontologo americano Peter Ettel raggiunsero un'altezza di quasi 2,7 metri (9 piedi) e un peso massimo di 270 kg (600 libbre), che è circa il 42% più pesante del peso medio di un maschio di gorilla. Nel 1979, l'antropologo americano Alfred E. Johnson Jr. utilizzò le dimensioni dei gorilla per stimare una lunghezza del femore di 54,4 centimetri, e una lunghezza dell'omero di 62,7 centimetri, circa il 20-25% più lunghi di quelli di un gorilla. Nel 2017, il paleoantropologo cinese Yingqi Zhang e l'antropologo americano Terry Harrison hanno suggerito una massa corporea di 200–300 kg, anche se hanno ammesso che questa era probabilmente una sopravvalutazione ed è impossibile ottenere una stima affidabile della massa corporea senza resti più completi.
La lunghezza massima media dei canini superiori per i presunti maschi e femmine è, rispettivamente, di 21,1 millimetri e 15,4 millimetri, e l'esemplare fossile Mandible III (un presunto maschio) è del 40% più grande dell'esemplare Mandible I (una presunta femmina). Questo implica la presenza di un dimorfismo sessuale, con i maschi più grandi delle femmine. Un grado così alto di dimorfismo è superato solo dai gorilla, tra le scimmie moderne per dimensioni dei canini, ma non è superato da nessun altro primate per la disparità mandibolare.

### Denti e mandibola
Gigantopithecus aveva una formula dentaria, simile a quella dell'uomo, ovvero: 
| 2.1.2.3 |
| 2.1.2.3 |

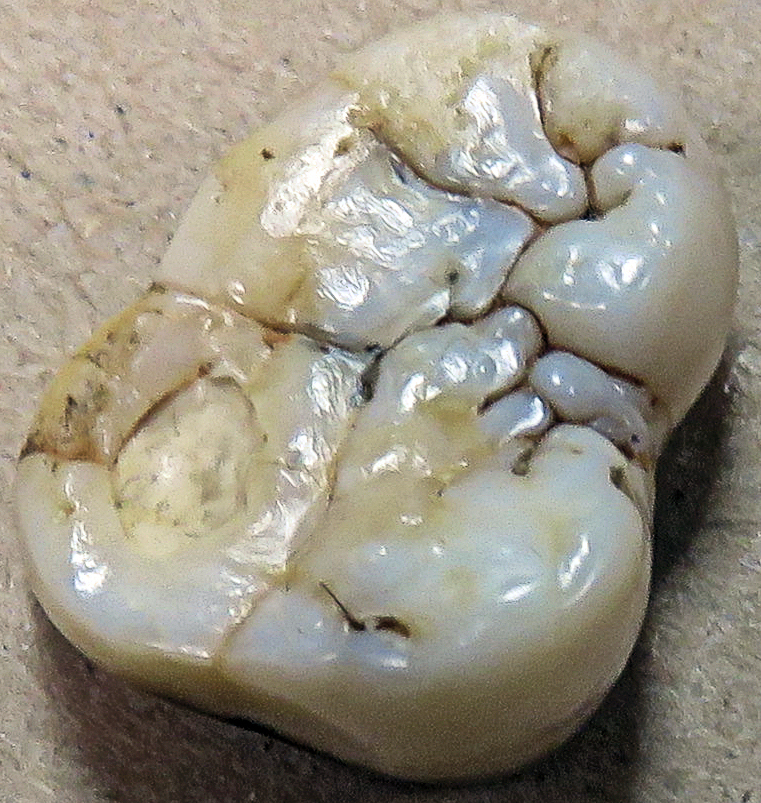
Molare di Gigantopithecus

Con 2 incisivi, 1 canino, 2 premolari e 3 molari in ogni metà della mandibola per entrambe le mandibole. È stato suggerito che i canini, a causa della mancanza di sfaccettature di levigatura (che li mantengono affilati) e della loro complessiva robustezza, avessero la stessa funzione dei premolari e dei molari. Come altre scimmie con molari ingranditi, gli incisivi di Gigantopithecus erano piuttosto ridotti. Il lato linguale degli incisivi (la faccia linguale), che può estendersi fino alla radice del dente, suggerisce un underbite. L'anatomia mandibolare complessiva e l'usura dei denti suggeriscono un movimento laterale della mascella durante la masticazione (escursione laterale). Gli incisivi e i canini hanno radici estremamente lunghe, almeno il doppio della lunghezza della corona (la parte visibile del dente). Questi denti erano strettamente collocati insieme.
Nella mascella superiore, il terzo premolare ha una superficie media di 20,3 mm × 15,2 mm, il quarto premolare 15,2–16,4 mm, il primo e/o il secondo molare (che sono difficili da distinguere) 19,8 mm × 17,5 mm e il terzo molare 20,3 mm × 17,3 mm. Nella mascella inferiore, il terzo premolare ha una media di 15,1 mm × 20,3 mm, il quarto premolare 13,7 mm × 20,3 mm, il primo/secondo molare 18,1 mm × 20,8 mm e il terzo molare 16,9 mm × 19,6 mm. I molari di Gigantopithecus sono i più grandi di tutte le scimmie conosciute. I denti sembrano aumentare di dimensioni nel tempo. I premolari hanno una corona alta e quelli inferiori hanno due radici, mentre quelli superiori ne hanno tre. I molari inferiori hanno una corona più bassa, sono lunghi e stretti e hanno la vita sulla linea mediana che è più pronunciata nei molari inferiori, con cuspidi basse e bulbose e creste arrotondate.
Lo smalto sui molari è in assoluto il più spesso tra tutte le scimmie conosciute, con una media di 2,5–2,9 millimetri in tre diversi molari e oltre 6 millimetri sulle cuspidi del lato linguale di un molare superiore. Ciò ha portato ad un confronto con l'hominide Paranthropus, che aveva molari estremamente grandi e smalto spesso per le sue dimensioni. Tuttavia, in relazione alle dimensioni del dente, lo spessore dello smalto del Gigantopithecus si sovrappone a quello di molte altre scimmie viventi ed estinte. Come gli oranghi e potenzialmente tutti i pongini (sebbene a differenza delle scimmie africane) i molari di Gigantopithecus avevano una superficie di molatura ampia e piatta (tabulare), con una superficie di smalto uniforme e brevi corni di dentina (le aree dello strato di dentina che sporgono verso l'alto nello strato di smalto superiore). I molari sono i più ipsodonti (dove lo smalto si estende oltre le gengive) di qualsiasi altra scimmia conosciuta.

## Tassonomia

### Storia della ricerca

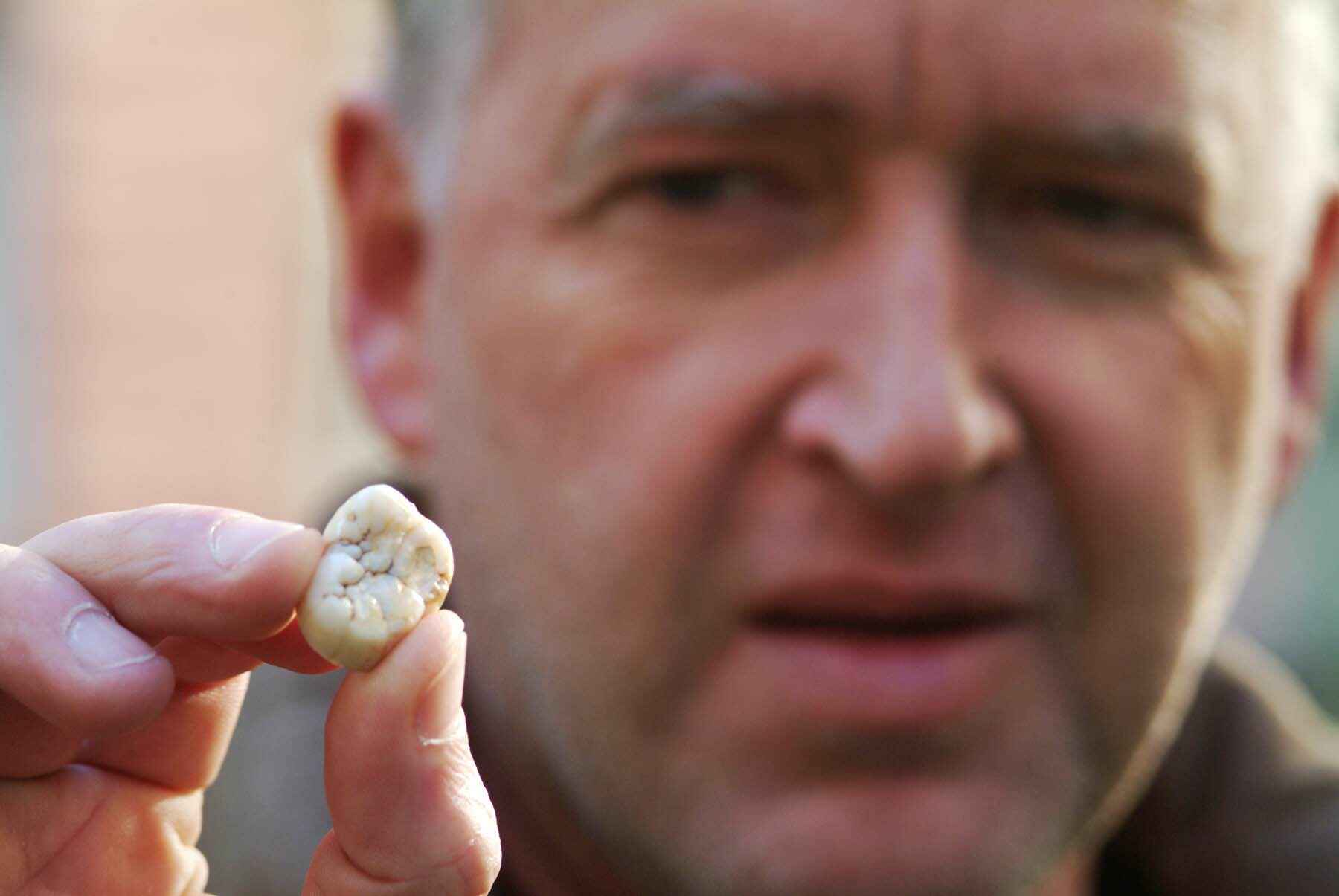
Friedemann Schrenk con l'olotipo di G. blacki: un molare

Gigantopithecus blacki venne nominato dall'antropologo von Koenigswald nel 1935, sulla base di due terzi molari inferiori, descritti da von Koenigswald come di notevoli dimensioni (il primo era "Ein gewaltig grosser (...) Molar", mentre il secondo venne descritto come "der enorme Grösse besitzt"), misurando 20 mm × 22 mm. Il nome specifico, blacki, venne dato in onore del paleoantropologo canadese Davidson Black, che aveva studiato l'evoluzione umana in Cina ed era morto l'anno precedente. Von Koenigswald, che lavorava per la Dutch East Indies Mineralogical Survey a Java, aveva trovato i denti in una farmacia tradizionale a Hong Kong dove venivano venduti come "ossa di drago" per essere utilizzati nella medicina tradizionale cinese. Nel 1939, dopo aver acquistato più denti, von Koenigswald determinò che dovevano venire da qualche parte nel Guangdong o nel Guangxi. Non poté descrivere formalmente l'esemplare tipo fino al 1952 a causa del suo internamento da parte delle forze giapponesi durante la Seconda Guerra Mondiale. I denti originariamente scoperti fanno parte della collezione dell'Università di Utrecht.
Nel 1955, un gruppo di ricerca guidato dal paleontologo cinese Pei Wenzhong fu incaricato dall'Istituto cinese di Paleontologia e Paleoantropologia dei Vertebrati (IVPP) di trovare la località originale da cui erano stati recuperati i denti di Gigantopithecus. La sua spedizione recuperò ben 47 denti spacciati per "ossa di drago" nel Guangdong e nel Guangxi. Nel 1956, il team scoprì i primi resti in situ, un terzo molare e un premolare, in una grotta (in seguito denominata "Grotta del Gigantopithecus") nel monte Niusui, Guangxi. Sempre nel 1956, un agricoltore di Liucheng, Xiuhuai Qin, scoprì più denti e la prima mandibola nel suo campo. Dal 1957 al 1963, la squadra di ricognizione IVPP ha effettuato scavi in quest'area e ha recuperato altre due mandibole e più di 1 000 denti.
Da allora, resti confermati di Gigantopithecus sono stati ritrovati in 16 diversi siti nel sud della Cina. I siti più settentrionali sono Longgupo e Longgudong, appena a sud del fiume Azzurro, e più a sud sull'isola di Hainan nel Mar Cinese Meridionale. Un canino isolato dalla grotta di Thẩm Khuyên, Vietnam, e un quarto premolare da Pha Bong, Thailandia, potrebbero essere assegnati a Gigantopithecus, sebbene questi potrebbero anche rappresentare l'estinto orango Pongo weidenreichi. Due frammenti mandibolari che conservano ciascuno gli ultimi due molari, rinvenuti a Semono, Giava, descritti nel 2016 potrebbe appartenere a Gigantopithecus. I resti più antichi risalgono a 2 milioni di anni fa dalla grotta di Baikong e i più giovani a 380 000-310 000 anni fa dalla grotta di Hei. Nel 2014 venne scoperta una quarta mandibola confermata a Yanliang, nella Cina centrale. La maggior parte delle ossa recuperate mostrano chiari segni di morsi di roditori, e la grande quantità di denti rinvenuti nelle caverne è probabilmente opera degli istrici. Gli istrici rosicchiano le ossa per ottenere i nutrienti necessari per la crescita degli aculei e possono trasportare grandi ossa nelle loro tane sotterranee e consumarle interamente, tranne le corone dei denti ricoperte di smalto. Questo potrebbe spiegare perché i denti si trovano in genere in grande quantità e perché i resti scheletrici siano così rari.

### Classificazione

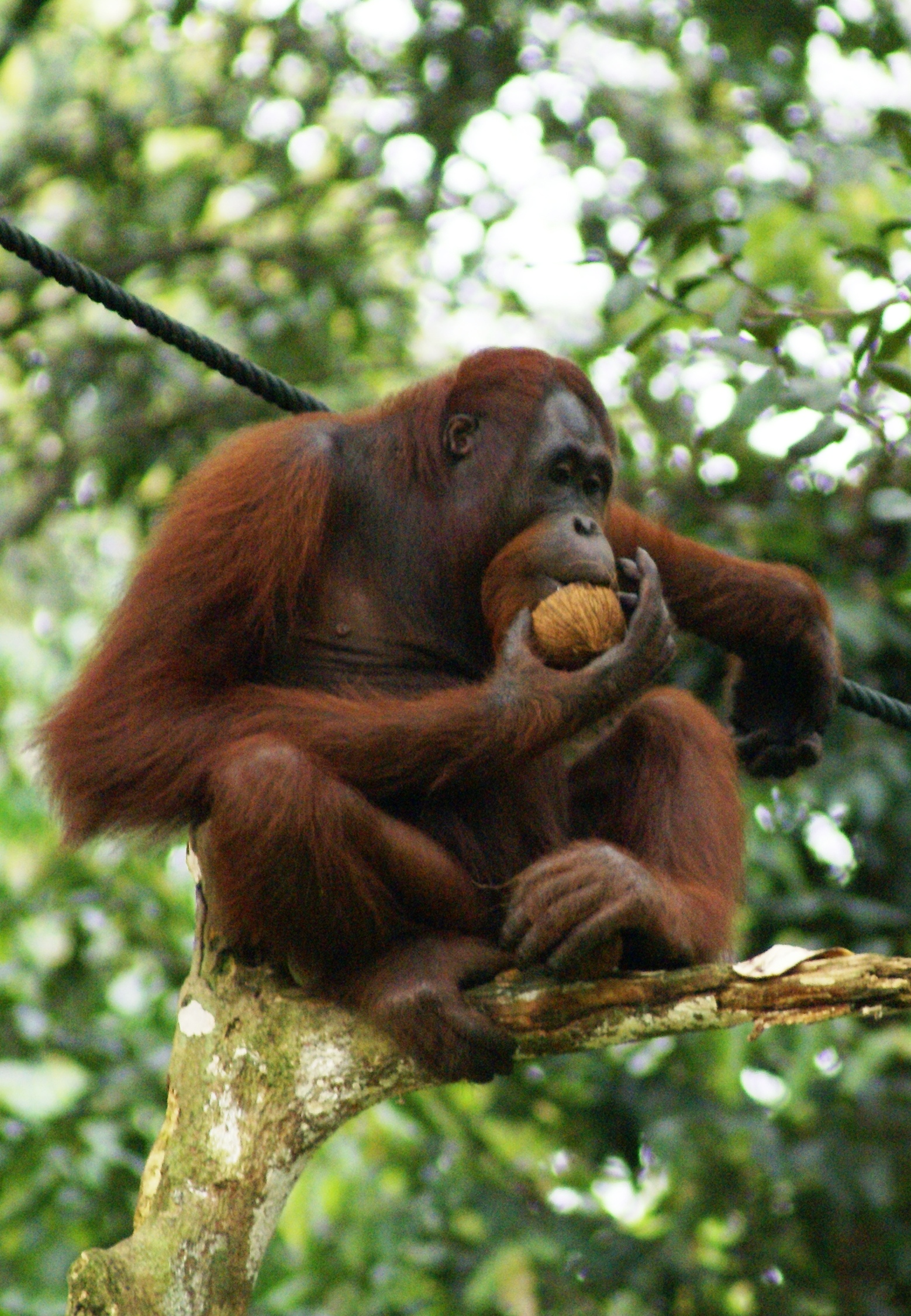
Gigantopithecus è strettamente imparentato con gli oranghi (sopra, un maschio di orango del Borneo)

Nel 1935, von Koenigswald considerava Gigantopithecus come uno stretto parente del Sivapithecus, del Miocene superiore indiano. Nel 1939, il paleontologo sudafricano Robert Broom ipotizzò che fosse strettamente imparentato con Australopithecus e l'ultimo antenato comune dell'uomo e delle altre scimmie. Nel 1946, l'antropologo ebreo tedesco Franz Weidenreich descrisse Gigantopithecus come un antenato umano sotto il nome di "Gigantanthropus", credendo che la stirpe umana avesse attraversato una fase di gigantismo. Weidenreich affermò che i denti dell'animale erano più simili a quelli dell'uomo moderno e a quelli di Homo erectus (all'epoca "Pithecanthropus" per i primi esemplari di Giava), e prevedeva un lignaggio da Gigantopithecus, alla scimmia di Giava Meganthropus (allora considerata un antenato dell'uomo), a "Pithecanthropus", a "Javanthropus", e infine agli aborigeni australiani. Questo faceva parte della sua ipotesi multiregionale, secondo cui tutte le razze e le etnie moderne si sono evolute indipendentemente da una specie umana arcaica locale, piuttosto che condividere un antenato comune più recente e completamente moderno. Nel 1952, von Koenigswald concordò che Gigantopithecus fosse un ominide, ma credeva che fosse un animale a parte piuttosto che un antenato dell'uomo. Per tre decenni seguirono diversi dibattiti se Gigantopithecus fosse un ominide o meno, fino a quando l'ipotesi Fuori dall'Africa capovolse le ipotesi Fuori dall'Asia e multiregionali, ponendo fermamente le origini dell'umanità in Africa.
Nel 1969, una mandibola di 8,6 milioni di anni dalle colline Shivalik, nell'India settentrionale, venne classificata come una nuova specie di Gigantopithecus, "G. bilaspurensis", dai paleontologi Elwyn L. Simons e Shiv Raj Kumar Chopra, che credevano che questa specie rappresentasse l'antenato di G. blacki. Questa mandibola conteneva dei molari simili a uno scoperto nel 1915 nell'altopiano pakistano di Pothohar, poi classificato come Dryopithecus giganteus. Nel 1950, Von Koenigswald riclassificò D. giganteus in un proprio genere, Indopithecus, ma ciò venne nuovamente cambiato nel 1979 in Gigantopithecus giganteus dagli antropologi americani Frederick Szalay ed Eric Delson fino a quando Indopithecus non fu resuscitato come genere nel 2003 dall'antropologo australiano David W. Cameron. "G. bilaspurensis" è oggi considerato sinonimo di Indopithecus giganteus, e l'unica specie di Gigantopithecus rimane G. blacki.
Gigantopithecus è oggi classificato nella sottofamiglia Ponginae, strettamente affine a Sivapithecus e Indopithecus. Ciò renderebbe i suoi parenti viventi più stretti gli oranghi. Tuttavia, i due condividono pochi tratti (sinapomorfie) dettati dai resti frammentari di Gigantopithecus, e la sua classificazione all'interno della stessa sottofamiglia è dettata principalmente dalla sua affinità con Sivapithecus, dai resti più completi che consentono di posizionarlo all'interno di Ponginae con più sicurezza, sulla base delle caratteristiche del cranio. Nel 2017, il paleoantropologo cinese Yingqi Zhang e l'antropologo americano Terry Harrison hanno suggerito che Gigantopithecus fosse più strettamente imparentato con il genere cinese Lufengpithecus, estintosi 4 milioni di anni prima di Gigantopithecus.
Nel 2019, il sequenziamento peptidico delle proteine della dentina e dello smalto di un molare Gigantopithecus dalla grotta di Chuifeng indica che il Gigantopithecus era effettivamente strettamente imparentato con gli oranghi e, supponendo che l'attuale tasso di mutazione negli oranghi sia rimasto costante, condividevano un antenato comune vissuto circa 12-10 milioni di anni fa nel Miocene medio-superiore. Il loro ultimo antenato comune sarebbe stato una parte della radiazione miocenica delle scimmie. Lo stesso studio ha calcolato un tempo di divergenza tra le Ponginae e le grandi scimmie africane di circa 26-17,7 milioni di anni fa.
Cladogramma basato sugli studi di Zhang & Harrison (2017):
|  | Ouranopithecus |
|  |                |
|  | Dryopithecus   |
|  |                |

|  | Gorilla (gorilla)                                                                  |
|  |                                                                                    |
|  | \| \| Pan (scimpanzé) \| \| \| \| \| \| Australopithecus e Homo (uomo) \| \| \| \| |
|  |                                                                                    |
|  | Pan (scimpanzé)                                                                    |
|  |                                                                                    |
|  | Australopithecus e Homo (uomo)                                                     |
|  |                                                                                    |

|  | Pan (scimpanzé)                |
|  |                                |
|  | Australopithecus e Homo (uomo) |
|  |                                |

|  | Ouranopithecus |
|  |                |
|  | Dryopithecus   |
|  |                |

|  | Gorilla (gorilla)                                                                  |
|  |                                                                                    |
|  | \| \| Pan (scimpanzé) \| \| \| \| \| \| Australopithecus e Homo (uomo) \| \| \| \| |
|  |                                                                                    |
|  | Pan (scimpanzé)                                                                    |
|  |                                                                                    |
|  | Australopithecus e Homo (uomo)                                                     |
|  |                                                                                    |

|  | Pan (scimpanzé)                |
|  |                                |
|  | Australopithecus e Homo (uomo) |
|  |                                |

|  | Ankarapithecus                                                  |
|  |                                                                 |
|  | \| \| Sivapithecus \| \| \| \| \| \| Pongo (orango) \| \| \| \| |
|  |                                                                 |
|  | Sivapithecus                                                    |
|  |                                                                 |
|  | Pongo (orango)                                                  |
|  |                                                                 |

|  | Sivapithecus   |
|  |                |
|  | Pongo (orango) |
|  |                |

|  | Ankarapithecus                                                  |
|  |                                                                 |
|  | \| \| Sivapithecus \| \| \| \| \| \| Pongo (orango) \| \| \| \| |
|  |                                                                 |
|  | Sivapithecus                                                    |
|  |                                                                 |
|  | Pongo (orango)                                                  |
|  |                                                                 |

|  | Sivapithecus   |
|  |                |
|  | Pongo (orango) |
|  |                |

|  | Ankarapithecus                                                  |
|  |                                                                 |
|  | \| \| Sivapithecus \| \| \| \| \| \| Pongo (orango) \| \| \| \| |
|  |                                                                 |
|  | Sivapithecus                                                    |
|  |                                                                 |
|  | Pongo (orango)                                                  |
|  |                                                                 |

|  | Sivapithecus   |
|  |                |
|  | Pongo (orango) |
|  |                |

|  | Ankarapithecus                                                  |
|  |                                                                 |
|  | \| \| Sivapithecus \| \| \| \| \| \| Pongo (orango) \| \| \| \| |
|  |                                                                 |
|  | Sivapithecus                                                    |
|  |                                                                 |
|  | Pongo (orango)                                                  |
|  |                                                                 |

|  | Sivapithecus   |
|  |                |
|  | Pongo (orango) |
|  |                |

|  | Ouranopithecus |
|  |                |
|  | Dryopithecus   |
|  |                |

|  | Gorilla (gorilla)                                                                  |
|  |                                                                                    |
|  | \| \| Pan (scimpanzé) \| \| \| \| \| \| Australopithecus e Homo (uomo) \| \| \| \| |
|  |                                                                                    |
|  | Pan (scimpanzé)                                                                    |
|  |                                                                                    |
|  | Australopithecus e Homo (uomo)                                                     |
|  |                                                                                    |

|  | Pan (scimpanzé)                |
|  |                                |
|  | Australopithecus e Homo (uomo) |
|  |                                |

|  | Ouranopithecus |
|  |                |
|  | Dryopithecus   |
|  |                |

|  | Gorilla (gorilla)                                                                  |
|  |                                                                                    |
|  | \| \| Pan (scimpanzé) \| \| \| \| \| \| Australopithecus e Homo (uomo) \| \| \| \| |
|  |                                                                                    |
|  | Pan (scimpanzé)                                                                    |
|  |                                                                                    |
|  | Australopithecus e Homo (uomo)                                                     |
|  |                                                                                    |

|  | Pan (scimpanzé)                |
|  |                                |
|  | Australopithecus e Homo (uomo) |
|  |                                |

|  | Ankarapithecus                                                  |
|  |                                                                 |
|  | \| \| Sivapithecus \| \| \| \| \| \| Pongo (orango) \| \| \| \| |
|  |                                                                 |
|  | Sivapithecus                                                    |
|  |                                                                 |
|  | Pongo (orango)                                                  |
|  |                                                                 |

|  | Sivapithecus   |
|  |                |
|  | Pongo (orango) |
|  |                |

|  | Ankarapithecus                                                  |
|  |                                                                 |
|  | \| \| Sivapithecus \| \| \| \| \| \| Pongo (orango) \| \| \| \| |
|  |                                                                 |
|  | Sivapithecus                                                    |
|  |                                                                 |
|  | Pongo (orango)                                                  |
|  |                                                                 |

|  | Sivapithecus   |
|  |                |
|  | Pongo (orango) |
|  |                |

|  | Ankarapithecus                                                  |
|  |                                                                 |
|  | \| \| Sivapithecus \| \| \| \| \| \| Pongo (orango) \| \| \| \| |
|  |                                                                 |
|  | Sivapithecus                                                    |
|  |                                                                 |
|  | Pongo (orango)                                                  |
|  |                                                                 |

|  | Sivapithecus   |
|  |                |
|  | Pongo (orango) |
|  |                |

|  | Ankarapithecus                                                  |
|  |                                                                 |
|  | \| \| Sivapithecus \| \| \| \| \| \| Pongo (orango) \| \| \| \| |
|  |                                                                 |
|  | Sivapithecus                                                    |
|  |                                                                 |
|  | Pongo (orango)                                                  |
|  |                                                                 |

|  | Sivapithecus   |
|  |                |
|  | Pongo (orango) |
|  |                |

|  | Ouranopithecus |
|  |                |
|  | Dryopithecus   |
|  |                |

|  | Gorilla (gorilla)                                                                  |
|  |                                                                                    |
|  | \| \| Pan (scimpanzé) \| \| \| \| \| \| Australopithecus e Homo (uomo) \| \| \| \| |
|  |                                                                                    |
|  | Pan (scimpanzé)                                                                    |
|  |                                                                                    |
|  | Australopithecus e Homo (uomo)                                                     |
|  |                                                                                    |

|  | Pan (scimpanzé)                |
|  |                                |
|  | Australopithecus e Homo (uomo) |
|  |                                |

|  | Ouranopithecus |
|  |                |
|  | Dryopithecus   |
|  |                |

|  | Gorilla (gorilla)                                                                  |
|  |                                                                                    |
|  | \| \| Pan (scimpanzé) \| \| \| \| \| \| Australopithecus e Homo (uomo) \| \| \| \| |
|  |                                                                                    |
|  | Pan (scimpanzé)                                                                    |
|  |                                                                                    |
|  | Australopithecus e Homo (uomo)                                                     |
|  |                                                                                    |

|  | Pan (scimpanzé)                |
|  |                                |
|  | Australopithecus e Homo (uomo) |
|  |                                |

|  | Ankarapithecus                                                  |
|  |                                                                 |
|  | \| \| Sivapithecus \| \| \| \| \| \| Pongo (orango) \| \| \| \| |
|  |                                                                 |
|  | Sivapithecus                                                    |
|  |                                                                 |
|  | Pongo (orango)                                                  |
|  |                                                                 |

|  | Sivapithecus   |
|  |                |
|  | Pongo (orango) |
|  |                |

|  | Ankarapithecus                                                  |
|  |                                                                 |
|  | \| \| Sivapithecus \| \| \| \| \| \| Pongo (orango) \| \| \| \| |
|  |                                                                 |
|  | Sivapithecus                                                    |
|  |                                                                 |
|  | Pongo (orango)                                                  |
|  |                                                                 |

|  | Sivapithecus   |
|  |                |
|  | Pongo (orango) |
|  |                |

|  | Ankarapithecus                                                  |
|  |                                                                 |
|  | \| \| Sivapithecus \| \| \| \| \| \| Pongo (orango) \| \| \| \| |
|  |                                                                 |
|  | Sivapithecus                                                    |
|  |                                                                 |
|  | Pongo (orango)                                                  |
|  |                                                                 |

|  | Sivapithecus   |
|  |                |
|  | Pongo (orango) |
|  |                |

|  | Ankarapithecus                                                  |
|  |                                                                 |
|  | \| \| Sivapithecus \| \| \| \| \| \| Pongo (orango) \| \| \| \| |
|  |                                                                 |
|  | Sivapithecus                                                    |
|  |                                                                 |
|  | Pongo (orango)                                                  |
|  |                                                                 |

|  | Sivapithecus   |
|  |                |
|  | Pongo (orango) |
|  |                |

|  | Ouranopithecus |
|  |                |
|  | Dryopithecus   |
|  |                |

|  | Gorilla (gorilla)                                                                  |
|  |                                                                                    |
|  | \| \| Pan (scimpanzé) \| \| \| \| \| \| Australopithecus e Homo (uomo) \| \| \| \| |
|  |                                                                                    |
|  | Pan (scimpanzé)                                                                    |
|  |                                                                                    |
|  | Australopithecus e Homo (uomo)                                                     |
|  |                                                                                    |

|  | Pan (scimpanzé)                |
|  |                                |
|  | Australopithecus e Homo (uomo) |
|  |                                |

|  | Ouranopithecus |
|  |                |
|  | Dryopithecus   |
|  |                |

|  | Gorilla (gorilla)                                                                  |
|  |                                                                                    |
|  | \| \| Pan (scimpanzé) \| \| \| \| \| \| Australopithecus e Homo (uomo) \| \| \| \| |
|  |                                                                                    |
|  | Pan (scimpanzé)                                                                    |
|  |                                                                                    |
|  | Australopithecus e Homo (uomo)                                                     |
|  |                                                                                    |

|  | Pan (scimpanzé)                |
|  |                                |
|  | Australopithecus e Homo (uomo) |
|  |                                |

|  | Ankarapithecus                                                  |
|  |                                                                 |
|  | \| \| Sivapithecus \| \| \| \| \| \| Pongo (orango) \| \| \| \| |
|  |                                                                 |
|  | Sivapithecus                                                    |
|  |                                                                 |
|  | Pongo (orango)                                                  |
|  |                                                                 |

|  | Sivapithecus   |
|  |                |
|  | Pongo (orango) |
|  |                |

|  | Ankarapithecus                                                  |
|  |                                                                 |
|  | \| \| Sivapithecus \| \| \| \| \| \| Pongo (orango) \| \| \| \| |
|  |                                                                 |
|  | Sivapithecus                                                    |
|  |                                                                 |
|  | Pongo (orango)                                                  |
|  |                                                                 |

|  | Sivapithecus   |
|  |                |
|  | Pongo (orango) |
|  |                |

|  | Ankarapithecus                                                  |
|  |                                                                 |
|  | \| \| Sivapithecus \| \| \| \| \| \| Pongo (orango) \| \| \| \| |
|  |                                                                 |
|  | Sivapithecus                                                    |
|  |                                                                 |
|  | Pongo (orango)                                                  |
|  |                                                                 |

|  | Sivapithecus   |
|  |                |
|  | Pongo (orango) |
|  |                |

|  | Ankarapithecus                                                  |
|  |                                                                 |
|  | \| \| Sivapithecus \| \| \| \| \| \| Pongo (orango) \| \| \| \| |
|  |                                                                 |
|  | Sivapithecus                                                    |
|  |                                                                 |
|  | Pongo (orango)                                                  |
|  |                                                                 |

|  | Sivapithecus   |
|  |                |
|  | Pongo (orango) |
|  |                |

|  | Ouranopithecus |
|  |                |
|  | Dryopithecus   |
|  |                |

|  | Gorilla (gorilla)                                                                  |
|  |                                                                                    |
|  | \| \| Pan (scimpanzé) \| \| \| \| \| \| Australopithecus e Homo (uomo) \| \| \| \| |
|  |                                                                                    |
|  | Pan (scimpanzé)                                                                    |
|  |                                                                                    |
|  | Australopithecus e Homo (uomo)                                                     |
|  |                                                                                    |

|  | Pan (scimpanzé)                |
|  |                                |
|  | Australopithecus e Homo (uomo) |
|  |                                |

|  | Ouranopithecus |
|  |                |
|  | Dryopithecus   |
|  |                |

|  | Gorilla (gorilla)                                                                  |
|  |                                                                                    |
|  | \| \| Pan (scimpanzé) \| \| \| \| \| \| Australopithecus e Homo (uomo) \| \| \| \| |
|  |                                                                                    |
|  | Pan (scimpanzé)                                                                    |
|  |                                                                                    |
|  | Australopithecus e Homo (uomo)                                                     |
|  |                                                                                    |

|  | Pan (scimpanzé)                |
|  |                                |
|  | Australopithecus e Homo (uomo) |
|  |                                |

|  | Ankarapithecus                                                  |
|  |                                                                 |
|  | \| \| Sivapithecus \| \| \| \| \| \| Pongo (orango) \| \| \| \| |
|  |                                                                 |
|  | Sivapithecus                                                    |
|  |                                                                 |
|  | Pongo (orango)                                                  |
|  |                                                                 |

|  | Sivapithecus   |
|  |                |
|  | Pongo (orango) |
|  |                |

|  | Ankarapithecus                                                  |
|  |                                                                 |
|  | \| \| Sivapithecus \| \| \| \| \| \| Pongo (orango) \| \| \| \| |
|  |                                                                 |
|  | Sivapithecus                                                    |
|  |                                                                 |
|  | Pongo (orango)                                                  |
|  |                                                                 |

|  | Sivapithecus   |
|  |                |
|  | Pongo (orango) |
|  |                |

|  | Ankarapithecus                                                  |
|  |                                                                 |
|  | \| \| Sivapithecus \| \| \| \| \| \| Pongo (orango) \| \| \| \| |
|  |                                                                 |
|  | Sivapithecus                                                    |
|  |                                                                 |
|  | Pongo (orango)                                                  |
|  |                                                                 |

|  | Sivapithecus   |
|  |                |
|  | Pongo (orango) |
|  |                |

|  | Ankarapithecus                                                  |
|  |                                                                 |
|  | \| \| Sivapithecus \| \| \| \| \| \| Pongo (orango) \| \| \| \| |
|  |                                                                 |
|  | Sivapithecus                                                    |
|  |                                                                 |
|  | Pongo (orango)                                                  |
|  |                                                                 |

|  | Sivapithecus   |
|  |                |
|  | Pongo (orango) |
|  |                |

|  | Ouranopithecus |
|  |                |
|  | Dryopithecus   |
|  |                |

|  | Gorilla (gorilla)                                                                  |
|  |                                                                                    |
|  | \| \| Pan (scimpanzé) \| \| \| \| \| \| Australopithecus e Homo (uomo) \| \| \| \| |
|  |                                                                                    |
|  | Pan (scimpanzé)                                                                    |
|  |                                                                                    |
|  | Australopithecus e Homo (uomo)                                                     |
|  |                                                                                    |

|  | Pan (scimpanzé)                |
|  |                                |
|  | Australopithecus e Homo (uomo) |
|  |                                |

|  | Ouranopithecus |
|  |                |
|  | Dryopithecus   |
|  |                |

|  | Gorilla (gorilla)                                                                  |
|  |                                                                                    |
|  | \| \| Pan (scimpanzé) \| \| \| \| \| \| Australopithecus e Homo (uomo) \| \| \| \| |
|  |                                                                                    |
|  | Pan (scimpanzé)                                                                    |
|  |                                                                                    |
|  | Australopithecus e Homo (uomo)                                                     |
|  |                                                                                    |

|  | Pan (scimpanzé)                |
|  |                                |
|  | Australopithecus e Homo (uomo) |
|  |                                |

|  | Ankarapithecus                                                  |
|  |                                                                 |
|  | \| \| Sivapithecus \| \| \| \| \| \| Pongo (orango) \| \| \| \| |
|  |                                                                 |
|  | Sivapithecus                                                    |
|  |                                                                 |
|  | Pongo (orango)                                                  |
|  |                                                                 |

|  | Sivapithecus   |
|  |                |
|  | Pongo (orango) |
|  |                |

|  | Ankarapithecus                                                  |
|  |                                                                 |
|  | \| \| Sivapithecus \| \| \| \| \| \| Pongo (orango) \| \| \| \| |
|  |                                                                 |
|  | Sivapithecus                                                    |
|  |                                                                 |
|  | Pongo (orango)                                                  |
|  |                                                                 |

|  | Sivapithecus   |
|  |                |
|  | Pongo (orango) |
|  |                |

|  | Ankarapithecus                                                  |
|  |                                                                 |
|  | \| \| Sivapithecus \| \| \| \| \| \| Pongo (orango) \| \| \| \| |
|  |                                                                 |
|  | Sivapithecus                                                    |
|  |                                                                 |
|  | Pongo (orango)                                                  |
|  |                                                                 |

|  | Sivapithecus   |
|  |                |
|  | Pongo (orango) |
|  |                |

|  | Ankarapithecus                                                  |
|  |                                                                 |
|  | \| \| Sivapithecus \| \| \| \| \| \| Pongo (orango) \| \| \| \| |
|  |                                                                 |
|  | Sivapithecus                                                    |
|  |                                                                 |
|  | Pongo (orango)                                                  |
|  |                                                                 |

|  | Sivapithecus   |
|  |                |
|  | Pongo (orango) |
|  |                |

|  | Ouranopithecus |
|  |                |
|  | Dryopithecus   |
|  |                |

|  | Gorilla (gorilla)                                                                  |
|  |                                                                                    |
|  | \| \| Pan (scimpanzé) \| \| \| \| \| \| Australopithecus e Homo (uomo) \| \| \| \| |
|  |                                                                                    |
|  | Pan (scimpanzé)                                                                    |
|  |                                                                                    |
|  | Australopithecus e Homo (uomo)                                                     |
|  |                                                                                    |

|  | Pan (scimpanzé)                |
|  |                                |
|  | Australopithecus e Homo (uomo) |
|  |                                |

|  | Ouranopithecus |
|  |                |
|  | Dryopithecus   |
|  |                |

|  | Gorilla (gorilla)                                                                  |
|  |                                                                                    |
|  | \| \| Pan (scimpanzé) \| \| \| \| \| \| Australopithecus e Homo (uomo) \| \| \| \| |
|  |                                                                                    |
|  | Pan (scimpanzé)                                                                    |
|  |                                                                                    |
|  | Australopithecus e Homo (uomo)                                                     |
|  |                                                                                    |

|  | Pan (scimpanzé)                |
|  |                                |
|  | Australopithecus e Homo (uomo) |
|  |                                |

|  | Ankarapithecus                                                  |
|  |                                                                 |
|  | \| \| Sivapithecus \| \| \| \| \| \| Pongo (orango) \| \| \| \| |
|  |                                                                 |
|  | Sivapithecus                                                    |
|  |                                                                 |
|  | Pongo (orango)                                                  |
|  |                                                                 |

|  | Sivapithecus   |
|  |                |
|  | Pongo (orango) |
|  |                |

|  | Ankarapithecus                                                  |
|  |                                                                 |
|  | \| \| Sivapithecus \| \| \| \| \| \| Pongo (orango) \| \| \| \| |
|  |                                                                 |
|  | Sivapithecus                                                    |
|  |                                                                 |
|  | Pongo (orango)                                                  |
|  |                                                                 |

|  | Sivapithecus   |
|  |                |
|  | Pongo (orango) |
|  |                |

|  | Ankarapithecus                                                  |
|  |                                                                 |
|  | \| \| Sivapithecus \| \| \| \| \| \| Pongo (orango) \| \| \| \| |
|  |                                                                 |
|  | Sivapithecus                                                    |
|  |                                                                 |
|  | Pongo (orango)                                                  |
|  |                                                                 |

|  | Sivapithecus   |
|  |                |
|  | Pongo (orango) |
|  |                |

|  | Ankarapithecus                                                  |
|  |                                                                 |
|  | \| \| Sivapithecus \| \| \| \| \| \| Pongo (orango) \| \| \| \| |
|  |                                                                 |
|  | Sivapithecus                                                    |
|  |                                                                 |
|  | Pongo (orango)                                                  |
|  |                                                                 |

|  | Sivapithecus   |
|  |                |
|  | Pongo (orango) |
|  |                |

|  | Ouranopithecus |
|  |                |
|  | Dryopithecus   |
|  |                |

|  | Gorilla (gorilla)                                                                  |
|  |                                                                                    |
|  | \| \| Pan (scimpanzé) \| \| \| \| \| \| Australopithecus e Homo (uomo) \| \| \| \| |
|  |                                                                                    |
|  | Pan (scimpanzé)                                                                    |
|  |                                                                                    |
|  | Australopithecus e Homo (uomo)                                                     |
|  |                                                                                    |

|  | Pan (scimpanzé)                |
|  |                                |
|  | Australopithecus e Homo (uomo) |
|  |                                |

|  | Ouranopithecus |
|  |                |
|  | Dryopithecus   |
|  |                |

|  | Gorilla (gorilla)                                                                  |
|  |                                                                                    |
|  | \| \| Pan (scimpanzé) \| \| \| \| \| \| Australopithecus e Homo (uomo) \| \| \| \| |
|  |                                                                                    |
|  | Pan (scimpanzé)                                                                    |
|  |                                                                                    |
|  | Australopithecus e Homo (uomo)                                                     |
|  |                                                                                    |

|  | Pan (scimpanzé)                |
|  |                                |
|  | Australopithecus e Homo (uomo) |
|  |                                |

|  | Ankarapithecus                                                  |
|  |                                                                 |
|  | \| \| Sivapithecus \| \| \| \| \| \| Pongo (orango) \| \| \| \| |
|  |                                                                 |
|  | Sivapithecus                                                    |
|  |                                                                 |
|  | Pongo (orango)                                                  |
|  |                                                                 |

|  | Sivapithecus   |
|  |                |
|  | Pongo (orango) |
|  |                |

|  | Ankarapithecus                                                  |
|  |                                                                 |
|  | \| \| Sivapithecus \| \| \| \| \| \| Pongo (orango) \| \| \| \| |
|  |                                                                 |
|  | Sivapithecus                                                    |
|  |                                                                 |
|  | Pongo (orango)                                                  |
|  |                                                                 |

|  | Sivapithecus   |
|  |                |
|  | Pongo (orango) |
|  |                |

|  | Ankarapithecus                                                  |
|  |                                                                 |
|  | \| \| Sivapithecus \| \| \| \| \| \| Pongo (orango) \| \| \| \| |
|  |                                                                 |
|  | Sivapithecus                                                    |
|  |                                                                 |
|  | Pongo (orango)                                                  |
|  |                                                                 |

|  | Sivapithecus   |
|  |                |
|  | Pongo (orango) |
|  |                |

|  | Ankarapithecus                                                  |
|  |                                                                 |
|  | \| \| Sivapithecus \| \| \| \| \| \| Pongo (orango) \| \| \| \| |
|  |                                                                 |
|  | Sivapithecus                                                    |
|  |                                                                 |
|  | Pongo (orango)                                                  |
|  |                                                                 |

|  | Sivapithecus   |
|  |                |
|  | Pongo (orango) |
|  |                |

## Paleobiologia

### Dieta

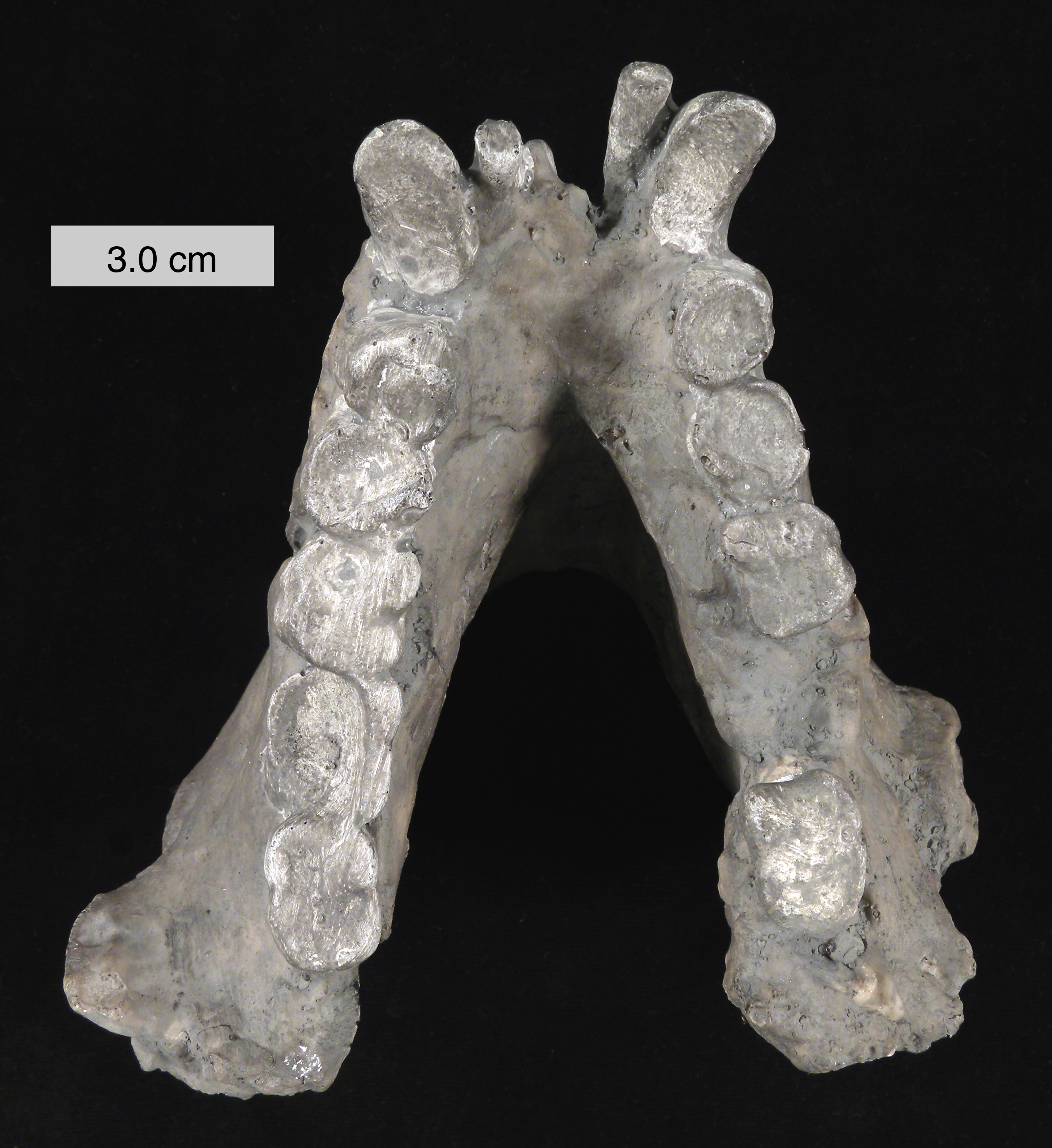
Mandibola di Gigantopithecus, in vista dorsale

Nonostante le enormi dimensioni stimate, l'analisi dei denti e delle mandibole di Gigantopithecus sembrano indicare un erbivoro generalista. Le analisi degli isotopi del carbonio-13 suggeriscono che l'animale consumasse una grande quantità di piante C3, come frutti, foglie e altre piante forestali. La mandibola del Gigantopithecus era molto profonda e spessa, indicando che era in grado di resistere a sforzi elevati mentre masticava cibi duri e resistenti. Tuttavia, la stessa anatomia mandibolare è tipicamente osservata anche nelle scimmie moderne che si nutrono principalmente di foglie morbide (folivori) e semi (granivori). I denti del Gigantopithecus mostrano un tasso di vaiolatura nettamente inferiore (causato dal consumo di oggetti piccoli e duri) rispetto a quelli degli oranghi, più simile al tasso osservato negli scimpanzé, il che potrebbe indicare una dieta altrettanto generalista.
I premolari simili a molari, i grandi molari, e le lunghe e robuste radici dei denti masticatori potrebbero indicare che le fauci dell'animale erano atte alla masticazione, frantumazione e macinazione di cibi voluminosi e fibrosi. Lo spesso smalto suggerirebbe una dieta a base di cibi abrasivi, come le particelle di sporco sul cibo raccolto vicino o sul terreno (come i germogli di bambù). Allo stesso modo, l'analisi degli isotopi dell'ossigeno suggerisce che Gigantopithecus consumasse perlopiù piante basse, come steli, radici ed erbe, rispetto agli oranghi. Il tartaro dentale indica anche un consumo di tuberi. Inoltre, non sembra che Gigantopithecus consumasse le comuni erbe delle savane (piante C4). Tuttavia, nel 1990, alcuni fitoliti di opale attaccati a quattro denti provenienti dalla Grotta del Gigantopithecus furono identificati come di origine graminacee; tuttavia, la maggior parte dei fitoliti assomiglia ai peli dei frutti della famiglia dei fichi, che includono fichi, gelsi, alberi del pane e banyan. Ciò suggerisce che la frutta fosse una componente dietetica significativa almeno per questa popolazione di Gigantopithecus.
I denti risalenti al Pleistocene medio, di 400 000-320 000 anni, ritrovati nella grotta di Hejiang, nel sud-est della Cina (periodo vicino all'estinzione dell'animale) mostrano alcune differenze dal materiale del Pleistocene inferiore da altri siti, il che potrebbe potenzialmente indicare che la popolazione di Gigantopithecus dello Hejiang fosse una forma specializzata che si stava adattando a un ambiente mutevole con diverse risorse alimentari. I denti di Hejiang mostrano una superficie esterna dello smalto meno livellata (più crenulata) a causa della presenza di creste secondarie che emanano dal paracono e dal protocono sul lato del molare più vicino alla linea mediana (medialmente), così come creste maggiori più affilate, rendendo il dente meno piatto di quello degli altri esemplari.
Nel 1957, la scoperta di resti di ungulati in una grotta situata in una montagna apparentemente inaccessibile, portò all'ipotesi che Gigantopithecus fosse un predatore che abitava nelle caverne e trasportasse le sue prede nelle caverne per cibarsene. Tuttavia, questa ipotesi non è più considerata possibile poiché la sua anatomia dentale è coerente con quella di un erbivoro. Nel 1975, il paleoantropologo americano Tim D. White notò delle somiglianze tra le fauci e la dentatura di Gigantopithecus e quelle del panda gigante, e suggerì che entrambi occupavano la stessa nicchia ecologica, essendosi specializzati nel nutrirsi di bambù. Questa ipotesi ha ottenuto il supporto di alcuni ricercatori successivi, ma lo smalto più spesso e l'ipsodontia di Gigantopithecus potrebbero suggerire una funzionalità diversa per questi denti.

### Crescita
Si stima che un terzo molare permanente di Gigantopithecus, basato su circa 600-800 giorni necessari per la formazione dello smalto delle cuspidi (che è piuttosto lungo), impiegasse quattro anni per formarsi, che è all'interno dell'intervallo (anche se nella gamma molto superiore) dei tempi di formazione dello smalto negli umani e negli scimpanzé. Come in molte altre scimmie fossili, è stato stimato che il tasso di formazione dello smalto vicino alla giunzione smalto-dentina (la dentina è lo strato pieno di nervi sotto lo smalto) inizi a circa quattro μm al giorno; questo è visto solo nei denti da latte delle scimmie moderne.
Il sequenziamento delle proteine dello smalto di Gigantopithecus ha identificato l'alfa-2-HS-glicoproteina (AHSG), che, nelle scimmie moderne, è importante nella mineralizzazione dell'osso e della dentina. Poiché è stato trovato nello smalto e non nella dentina, l'AHSG potrebbe essere stato un componente aggiuntivo in Gigantopithecus che facilitava la biomineralizzazione dello smalto durante la prolungata amelogenesi (crescita dello smalto).

### Comportamento sociale
Gli alti livelli di dimorfismo sessuale potrebbero indicare una competizione tra maschi relativamente intensa, sebbene, considerando i canini superiori proiettati solo leggermente più in avanti dei denti guanciali, l'esibizione canina non era probabilmente molto importante nel comportamento agonistico, a differenza delle scimmie moderne.

### Locomozione
Il metodo di locomozione del Gigantopithecus è tuttora incerto, in quanto non è mai stato trovato un osso pelvico o un osso delle gambe. L'ipotesi più accreditata dai paleontologi è la locomozione quadrupede, in modo simile a quella degli odierni gorilla e scimpanzé, poggiando a terra solo le nocche degli arti anteriori; tuttavia, una minoranza di paleontologi sostiene che l'animale fosse in grado di una locomozione bipede. Tale ipotesi è stata proposta sulla base della forma della mandibola dell'animale che presenta una conformazione a U, come quella umana. Questa conformazione lascia spazio per la trachea all'interno della mascella, permettendo al cranio di posizionarsi esattamente su una spina dorsale completamente eretta come nell'uomo moderno, piuttosto che di fronte a essa come nelle altre grandi scimmie moderne.
Tuttavia, l'opinione della maggioranza è che il peso di un così grande animale avrebbe messo in enorme stress gli arti posteriori, specie se la creatura avesse camminato continuamente in locomozione bipede; una locomozione quadrupede, invece, permetteva all'animale di distribuire tutto il suo peso equamente, come i moderni gorilla.

### Paleopatologie
I molari di Gigantopithecus presentano un alto tasso di carie dell'11%, il che potrebbe significare che la frutta era comunemente inclusa nella loro dieta. I molari della Grotta del Gigantopithecus presentano frequentemente ipoplasia dello smalto puntiforme, dove lo smalto si forma impropriamente con fossette e solchi. Ciò può essere causato dalla malnutrizione durante gli anni di crescita, che potrebbe indicare periodiche carenze di cibo, sebbene possa essere indotta anche da altri fattori. L'esemplare PA1601-1 della grotta di Yanliang mostra segni di perdita dei denti del secondo molare destro prima dell'eruzione del terzo molare vicino (che è cresciuto obliquamente), il che suggerisce che questo individuo è stato in grado di sopravvivere a lungo nonostante le ridotte capacità masticatorie.

## Paleoecologia

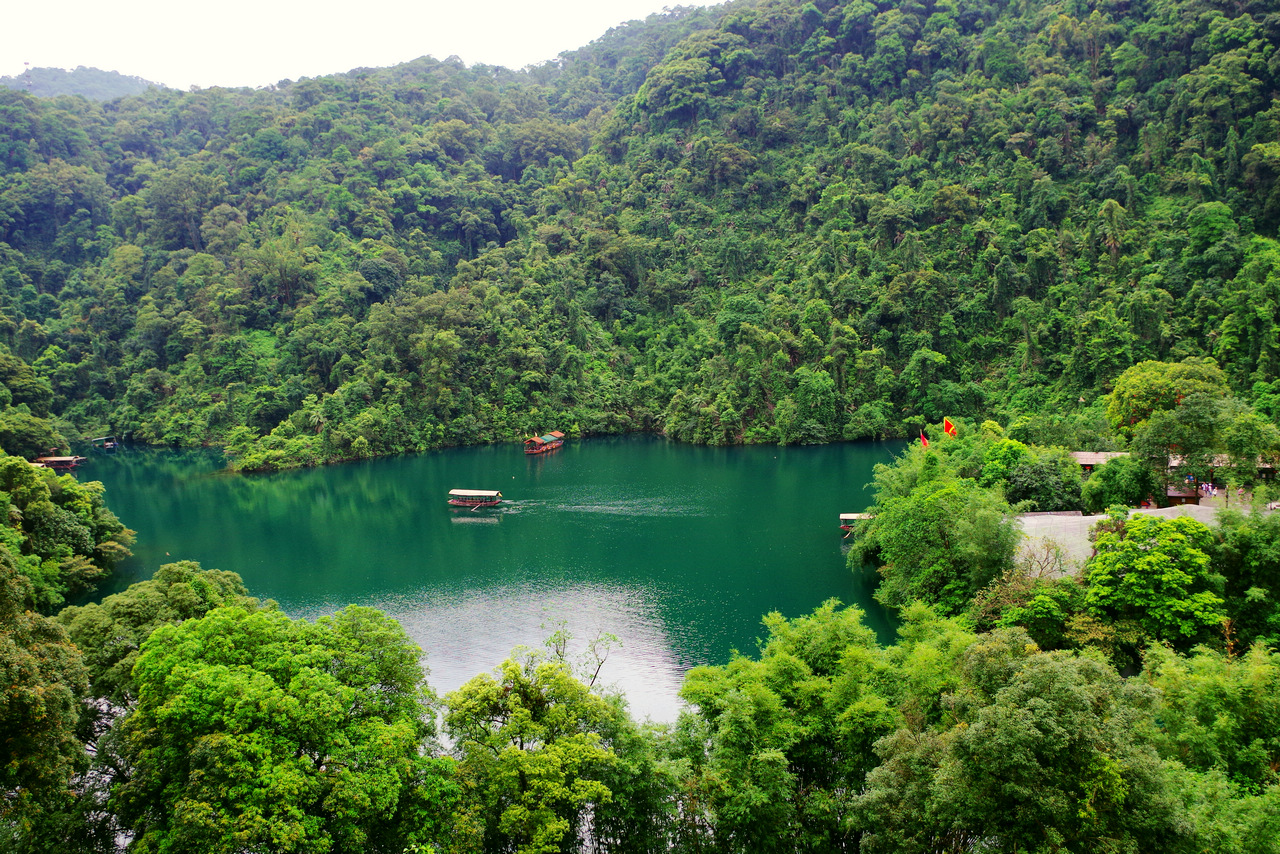
Dinghu Mountain (sopra) potrebbe essere un analogo moderno agli habitat in cui viveva Gigantopithecus, nel Pleistocene inferiore

I resti di Gigantopithecus sono stati ritrovati generalmente in quella che un tempo era una foresta di latifoglie sempreverdi subtropicale nel sud della Cina, con l'eccezione di Hainan che presentava un habitat di foresta pluviale tropicale. L'analisi degli isotopi del carbonio e dell'ossigeno dello smalto dei denti risalenti al Pleistocene inferiore, suggerisce che Gigantopithecus abitasse nelle dense foreste pluviali, umide e chiuse. Il sito della caverna di Queque presentava una foresta mista di latifoglie e sempreverdi dominata da betulle, querce e chinkapin, oltre a diverse erbe e felci basse.
La "fauna Gigantopithecus" è uno dei più importanti gruppi faunistici di mammiferi del Pleistocene inferiore della Cina meridionale, e comprende specie forestali tropicali o subtropicali. Questo gruppo è stato suddiviso in tre fasi che coprono 2,6-1,8 milioni di anni fa, 1,8-1,2 milioni di anni fa e 1,2-0,8 milioni di anni fa. La fase iniziale è caratterizzata da animali neogenici più antichi come l'elefante Sinomastodon, il chalicotherio Hesperotherium, il suino Dicoryphochoerus, il cervo-topo Dorcabune e il cervo Cervavitus. Lo stadio intermedio è indicato dalla comparsa del panda Ailuropoda wulingshanensis, il dhole Cuon antiquus e il tapiro Tapirus sinensis. La fase avanzata presenta animali più tipici del Pleistocene medio come il panda Ailuropoda baconi e l'elefante Stegodon. Altri animali classici di questa fauna includono tipicamente oranghi, macachi, rinoceronti, i suini estinti Sus xiaozhu e Sus peii, muntjac, cervi, gaur, l'antilope capra Megalovis, e più raramente il grande felino dai denti a sciabola Megantereon. Nel 2009, il paleoantropologo americano Russel Ciochon ipotizzò che una scimmia delle dimensioni di uno scimpanzé ancora non descritta, identificata da alcuni denti, sarebbe coesistita con Gigantopithecus. La grotta di Longgudong potrebbe aver rappresentato una zona di transizione tra i regni paleartico e orientale, con la presenza, accanto alla tipica fauna Gigantopithecus, di animali più boreali come ricci, iene, cavalli, il bovino Leptobos e i pika. Grazie alla sua mole, Gigantopithecus non era una preda facile e i maschi adulti, probabilmente, non avevano nemici naturali. Tuttavia, i cuccioli o gli esemplari più deboli potevano divenire preda di carnivori come tigri, pitoni, coccodrilli, machairodonti, iene, orsi e forse addirittura dell'Homo erectus.
Gigantopithecus sembra essersi estinto tra 295 000 e 215 000 anni fa, probabilmente a causa della sparizione verso sud della foresta e del suo habitat principale durante il Pleistocene medio causato dall'aumento della stagionalità, dalle forze monsoniche e da una tendenza al raffreddamento. La savana sarebbe rimasta l'habitat dominante del sud-est asiatico fino al Pleistocene superiore. È stato ipotizzato che anche l'immigrazione di Homo erectus abbia contribuito alla loro estinzione. L'attività umana nella Cina meridionale è nota già da 800 000 anni fa, ma non divenne prevalente fino a dopo l'estinzione del Gigantopithecus, quindi non è chiaro se le pressioni come la concorrenza sulle risorse o la caccia eccessiva siano stati fattori determinanti nell'estinzione di questa grande scimmia. Nel 2009, Ciochon suggerì che Gigantopithecus fosse il primate dominante che abitava le foreste tropicali a sud dei monti Qinling, mentre H. erectus sarebbe rimasto nelle savane.

## Criptozoologia
Il Gigantopithecus deve gran parte della sua fama, oltre che alle eccezionali dimensioni, alla criptozoologia che ha ipotizzato che alcune creature leggendarie, come lo yeti e il bigfoot, siano discendenti del Gigantopithecus sopravvissute fino ai giorni nostri. Tuttavia ancora oggi non ci sono prove che questi animali esistano e siano effettivamente imparentati con il Gigantopithecus; inoltre, gli avvistamenti di creature come Bigfoot e Sasquatch avvengono solo in Nord America mentre Gigantopithecus era un animale asiatico.
Tutto iniziò nel 1960 con lo zoologo Wladimir Tschernezky, che descrisse brevemente sulla rivista Nature una fotografia del 1951 di presunte tracce di yeti scattate dagli alpinisti himalayani Michael Ward ed Eric Shipton. Tschernezky concluse che lo yeti era una creatura bipede che camminava come un uomo e aveva un aspetto simile al Gigantopithecus. Successivamente, il caso mediatico dello yeti attirò l'attenzione scientifica, con molti altri autori che pubblicarono su Nature e Science le loro teorie e studi, ma questo ha anche incitato un popolare seguito di caccia ai mostri sia per lo yeti sia per il simile bigfoot americano che è persistita fino ai giorni nostri. L'unico scienziato che ha continuato a provare a dimostrare l'esistenza di tali mostri è stato l'antropologo Grover Krantz, specialista di evoluzione umana, dell'Università di Stato di Washington, che spinse molto sulla connessione tra Gigantopithecus e bigfoot dal 1970 sino alla sua morte nel 2002. Insieme al primatologo Geoffrey Howard Bourne, Krantz ipotizzò che il bigfoot americano fosse una specie relitta di Gigantopithecus evoluto, il quale avrebbe attraversato un ponte di ghiaccio tra l'Asia settentrionale e l'America del Nord come fecero diversi animali, incluso l'uomo. Gigantopithecus visse effettivamente in Asia orientale estinguendosi oltre 200 000 anni fa, mentre il ponte terrestre di Bering fu attivo da 135 000 a 70 000 anni fa.
Tra i nomi binomiali inventati da Krantz per il bigfoot vi era "Gigantopithecus canadensis". Tuttavia, gli studi di Krantz non hanno incontrato il sostegno né della scienza ufficiale né dei dilettanti che hanno affermato di aver prontamente accettato prove chiaramente false.
Secondo alcune ipotesi anche gli yeti sarebbero discendenti del Gigantopithecus, che non si sarebbe estinto ma si sarebbe rifugiato nelle montagne dell'Himalaya. Con il passare dei millenni, la statura sarebbe diminuita e sarebbe lui il famoso "uomo delle nevi".

## Nella cultura di massa
Il Gigantopithecus appare anche in film, serie TV e videogiochi come: 
- Il personaggio di Capitan Sbudella, l'antagonista del film L'era glaciale 4 - Continenti alla deriva, è un Gigantopithecus.
- Nel film in live action del 2016 Il libro della giungla, diretto da Jon Favreau, il personaggio di Re Luigi è stato cambiato in un Gigantopithecus dalle sembianze di un orango del Borneo (nel film del 1967 era solamente un orango di Sumatra, riconoscibile per la sua lunghezza di braccia e il ventre meno gonfio), con la voce originale di Christopher Walken e in italiano di Giancarlo Magalli.[42]
- Il Gigantopithecus è una delle trasformazioni del protagonista nella serie animata Dinofroz.
- Il Gigantopithecus è anche una creatura addestrabile nel videogioco survival Ark: Survival Evolved, sebbene in gioco abbia le fattezze del mitologico bigfoot.[43]
- Nel libro The world of Kong: A Natural History of Skull Island, libro sulle creature del remake del 2005 di King Kong, viene spiegato come la specie di Kong, chiamata Megaprimatus kong, discenderebbe proprio dal Gigantopithecus, forse arrivato sull'Isola del Teschio quando essa era ancora collegata all'Asia o forse importato dai primi nativi.